# Commissione per la verità sul debito pubblico
La Commissione per la verità sul debito pubblico è una commissione di indagine sul debito pubblico creta in seno al Parlamento greco istituita il 4 aprile 2015, con decisione del presidente del parlamento ellenico, Zoe Konstantopoulou, che ha affidato al dott. Eric Toussaint il coordinamento scientifico dei lavori e all'eurodeputata Sofia Sakorafa. la cooperazione della Commissione con il Parlamento europeo, gli altri parlamenti e le organizzazioni internazionali. I membri del comitato si sono riuniti in sessioni pubbliche e chiuse per elaborare questo rapporto preliminare, sotto la supervisione del coordinatore scientifico e con la cooperazione e il contributo di altri membri del comitato, nonché esperti e collaboratori.

## Storia
Nell'aprile 2015 il Parlamento ellenico ha istituito la Commissione per la verità sul debito pubblico dando mandato ad indagini sulle origini e la crescita del debito pubblico, le modalità e le ragioni per cui il debito è stato contratto e l'impatto che le condizioni associate ai prestiti hanno avuto sull'economia e sulla popolazione. Il Comitato per la verità ha avuto mandato di sensibilizzare l'opinione pubblica sulle questioni relative al debito greco, sia a livello nazionale che internazionale, e di formulare argomentazioni e opzioni relative alla cancellazione del debito.
L'indagine realizzata dalla Commissione presentata nel rapporto preliminare fa luce sul fatto che l'intero programma di aggiustamento, a cui la Grecia è stata soggiogata, era e rimane un programma orientato politicamente. L'esercizio tecnico relativo alle variabili macroeconomiche e alle proiezioni del debito, cifre direttamente correlate alla vita delle persone e ai mezzi di sostentamento, ha permesso alle discussioni sul debito di rimanere a un livello tecnico principalmente ruotando attorno all'argomento secondo cui le politiche imposte alla Grecia miglioreranno la sua capacità di pagare il debito indietro. I fatti presentati in questo rapporto contestano questo argomento.
Il rapporto si articola in 9 capitoli: capitolo 1, Il debito prima della Troika; capitolo 2, Evoluzione del debito pubblico greco nel periodo 2010-2015; capitolo 3, Debito pubblico greco per creditore nel 2015; capitolo 4, Meccanismo del sistema del debito in Grecia; capitolo 5, Condizionalità contro la sostenibilità; capitolo 6, Impatto dei "programmi di salvataggio" sui diritti umani; capitolo 7, Questioni legali relative al protocollo d'intesa e agli accordi di prestito; capitolo 8, Valutazione dei debiti per quanto riguarda illegittimità, odiosità, illegalità e insostenibilità; capitolo 9, Basi legali per il ripudio e la sospensione del debito sovrano greco.
Il capitolo 8 conclude che il debito pubblico greco a giugno 2015 non è sostenibile, dal momento che la Grecia non è attualmente in grado di riparare il proprio debito senza compromettere seriamente la sua capacità di adempiere ai suoi obblighi fondamentali in materia di diritti umani. Inoltre, per ciascun creditore, il rapporto fornisce prove di casi indicativi di debiti illegali, illegittimi e odiosi. La relazione si chiude con alcune considerazioni pratiche. Il capitolo 9, Basi legali per il ripudio e la sospensione del debito sovrano greco, presenta le opzioni relative alla cancellazione del debito, e in particolare le condizioni alle quali uno stato sovrano può esercitare il diritto di unilaterale atto di ripudio o sospensione del pagamento del debito ai sensi legge internazionale. Diversi strumenti giuridici consentono ad uno Stato di ripudiare unilateralmente il suo debito illegale, odioso e illegittimo.
Nel caso greco, un tale atto unilaterale può basarsi sui seguenti argomenti: la malafede dei creditori che hanno spinto la Grecia a violare la legge nazionale e gli obblighi internazionali relativi ai diritti umani; preminenza dei diritti umani rispetto ad accordi come quelli firmati dai precedenti governi con i creditori o la Troika; coercizione; termini ingiusti che violano palesemente la sovranità greca e violano la Costituzione; e infine, il diritto riconosciuto nel diritto internazionale a uno Stato di adottare contromisure contro atti illegali da parte dei suoi creditori, che danneggiano intenzionalmente la sua sovranità fiscale, lo obbligano ad assumere debiti odiosi, illegali e illegittimi, violare l'autodeterminazione economica e i diritti umani fondamentali.

Infine, gli stati hanno il diritto di dichiararsi unilateralmente insolventi laddove il servizio del loro debito è insostenibile, nel qual caso non commettono atti illeciti e quindi non si assumono alcuna responsabilità.

## Report Preliminare
Nel 2015 il debito greco ammontava a 312,7 miliardi di euro e pesava per quasi il 180% rispetto al Prodotto interno lordo locale. Per far fronte a questa enorme entità del debito sovrano il Parlamento greco, ad aprile del 2015 ha insediato una Commissione per la verità sul debito presieduta dal belga Eric Toussaint, del Cadtm, il comitato per l’annullamento del debito al Terzo mondo. I contenuti del rapporto preliminare sono stati messi on-line il 18 giugno 2015.
Nelle considerazioni introduttive del report si può leggere: "Il denaro pubblico greco è stato destinato a una ricomposizione del portafoglio dei detentori dei cosiddetti 'Sirtaki bond'. Se all’inizio della crisi nel 2009 una quota consistente era in mano ai privati – e, principalmente, alle banche tedesche e francesi –, nel 2015 il quadro era ben diverso: prima di tutto, dei 312 miliardi complessivi, sul mercato se ne trovavano 81,5, di questi, peraltro, 15 miliardi erano 'note a breve termine', uno strumento con cui Atene – che non poteva più emettere titoli per via del suo quasi default – si finanziava a breve termine e senza pagare interessi".
Fra queste posizioni spiccavano i fondi d’investimento del gruppo americano Pimco, che fino al 2015 aveva investito in Grecia quasi un miliardo di euro, mentre Putnam era limitato a 500 milioni.
Si passa successivamente a considerare l'evoluzione temporale e la composizione dei prestiti diretti alla Grecia: "il restante 74% non era scambiabile ed era in mano a soggetti istituzionali: per circa 205 miliardi dall'Europa (fra Bce, Fondo salvastati e prestiti bilaterali dei governi nazionali), più una ventina di miliardi circa detenuti dal Fmi e altri 4 miliardi 'gestiti' dalla Banca di Grecia. Dei quasi 250 miliardi arrivati ad Atene grazie ai due programmi di aiuti attuati fino al 2015, solo di circa 27 miliardi, pari all’11% del totale, si può dire che siano finiti direttamente nell'economia reale, per finanziare il deficit o per altre necessità di cassa". La Germania ha ridotto di oltre il 70% l’esposizione verso Atene dei soggetti privati: questi, a dicembre 2009 avevano crediti per 45 miliardi di dollari, che 5 anni dopo si erano ridotti a 13,5 (mentre nel frattempo lo stato tedesco si è esposto per oltre 60 miliardi di euro).
Numerosi indicatori raccontano la crisi che soffoca la società greca: dal 2010 la perdita di salario dei lavoratori è stata del 38%, e allo stesso modo sono calati i redditi delle famiglie. La disoccupazione intanto volava verso il 30%, sussidi e assistenza sanitaria erano sempre meno garantiti. Il collasso delle retribuzioni ha portato a una perdita del 4,5% del Pil nazionale, crollato del 7,8% nel rapporto con il debito pubblico. Per tutti questi motivi la Commissione ha definito il debito della Grecia debito odioso rifacendosi a una teoria che risale alla fine dell’Ottocento: dopo la vittoria nella Guerra ispano-americana gli Stati Uniti non riconobbero gli impegni economici contratti da Cuba nei confronti della Spagna perché sostenevano che i crediti non furono messi al servizio dei cittadini. Un esempio più recente proviene dall’Ecuador che nel 2007, per questi motivi, ottenne una riduzione del 30% del debito.
Si legge a pagina 22 della relazione della sua Commissione che "il 46,3% degli oltre 243 miliardi che il Paese ha ricevuto negli ultimi cinque anni sono stati utilizzati per ripagare debito precedentemente contratto. Un altro 20% è andato alla ricapitalizzazione del sistema bancario, mentre solo un decimo di quei fondi ha alimentato la spesa pubblica. Il denaro prestato alla Grecia, di cui il 60% dal Fondo europeo di stabilità finanziaria (Efsf) oppure bilateralmente dai Paesi dell’eurozona, è stato per lo più indirizzato verso creditori privati e istituti di credito greci, tedeschi o francesi".
Il report si conclude citando i diritti fondamentali sanciti nella Costituzione Greca e nella Carta dei diritti fondamentali dell'UE: "negli ultimi anni le istituzioni del Paese non sono state più in grado di dare seguito alle necessità minime dei cittadini. Una “questione di dignità” che metteva fuori legge la troika e le sue politiche. Tali diritti umani non sono assicurati solo dalla Costituzione greca, ma anche dalla Carta dei diritti fondamentali dell’Unione Europea e dallo Statuto delle Nazioni Unite. Commissione Europea e Bce assieme al Fondo Monetario Internazionale, con l’imposizione di povertà, disoccupazione e diseguaglianza, hanno dunque violato le loro stesse regole e princìpi".
I lavori della Commissione per la verità del debito greco hanno ispirato numerose esperienze in altri paesi europei e non dando vita ad una rete di movimenti in cui i cittadini hanno perso l'iniziativa di attivare forme di autoria sul debito tra le quali: Plataforma Auditoria Ciudadana de la Deuda in Spagna; The African Forum and Network on Debt and Development (AFRODAD) in Africa; Red latinoamericana sobre deuda, desarrollo y derechos (LATINDADD) in America Latina; Asian Peoples' Movement on Debt and Development (APMDD) in Asia; Plateforme Dette et Développement (PFDD) in Francia; Jubilee Debt Campaign nel Regno Unito. In Italia sono nate: Massa Critica Napoli che ha successivamente dato vita nel 2018, insieme all'amministrazione napoletana de Magistris, al primo esperimento italiano di Consulta Popolare sul Debito e le Risorse, Audit sul debito pubblico di Parma, Decide Roma, Assemblea 21 Torino. Inoltre, dal 2016, su iniziativa di Attac Italia, viene costituita la sezione italiana di CADTM - Comitato per Annullamento dei debiti illegittimi - facente parte del network internazionale dei CADTM.